# Grimmia kidderi
Grimmia kidderi là một loài Rêu trong họ Grimmiaceae. Loài này được James mô tả khoa học đầu tiên năm 1875.